# Kicked-in-their-Bellies
Erarapī'o (Eelalapíio ili Kicked-in-their-Bellies; Udareni-u-trbuh, Vrane Udareni-u-Trbuh, vidi ime; Ammitaalasshé), jedna od tri bande Crow Indijanaca, jezična porodica Siouan, koji su zajedno s bandom A`c'arahō' ili Many-Lodges (Where-The-Many-Lodges-Are) kolektivno nazivani i Mountain Crow ili Planinske Vrane, te zajedno s Dung-On-The-River-Banks ili River Crows u području rijeke Yellowstone činili pleme Vrana. Vrane Kicked-In-Their-Bellies i ostale bande formirale su se po svoj prilici tek nakon što su se Vrane odvojili od matične grupe Hidatsa i nastanili se u području Bighorna i rijeke Yellowstone. Minë'sepëre ili Black Lodges skrasiše se uz Musselshell i Yellowstone. Njihovi planinski srodnici Many-Lodges i Erarapi'o, utaborili su se na Bighornu i Upper Yellowstone. Kicked-in-their-bellies lutali su bazenom Bighorna u zimovali su u kraju uz rijeku Wind River u Wyomingu, zemlji Wind River Šošona.

## Ime
Ime Udareni-u-trbuh dolazi po jednoj zgodi iz vremena kada su Vrane prvi puta susreli konje, kojom prigodom je jednog pripadnika ovog plemena udarilo ždrijebe nogom u trbuh.
Ostali nazivi za njih su Ammitaalasshé ili "Home Away From The Center," zbog toga što su bili najudaljeniji od središta naseljenog matičnim plemenom.

## Teritorij
Teritorij im se prostirao od rijeke Wind River u jugozapadnom Wyomingu do istočne strane planina Bighorn u Wyomingu i Montani. Danas žive na jugoistoku rezervata Crow u naseljima Lodge Grass i Wyola.